# Inprekorr
Inprekorr (Internationale Presse-Korrespondenz – Nemzetközi Sajtótudósítás) a Kommunista Internacionálé VB – berlini főszerkesztőségű, időnként nyolc nyelvi változatban megjelenő – nemzetközi újságja volt 1921 és 1939 között. A nemzeti kommunista sajtótermékeket ellátta nemzetközi híranyaggal, ezáltal hasonlóan működött, mint egy hírügynökség. Az Inprekorr megalapításáról a Komintern VB 1921. július 16-i határozata döntött, mely szerkesztőket is megnevezett. A német kiadást Alpári Gyula  és August Thalheimer, az angolt Philipp Price, míg a franciát Menil és Charles Rappoport  szerkesztette, de a lapcsoport főszerkesztői és főszervezői feladatait Lenin személyes megbízása alapján Alpári Gyula (mozgalmi nevén: Julius) látta el. Magyarul Világszemle címen, 1937. július 1-től 1938. augusztus 1-ig jelent meg.

## Az Inprekorr története (1921-1939)
Az 1921 és 1939 között megjelent kiadvány több mint nyolc nyelven volt olvasható. Beszüntetése után több különböző címen adták ki a Komintern 1943-as határozatáig. 1971 óta a tradicionális Inprekorrt négy nemzet folytatta (pl. Rundschau).

## A lap alapítása
1921. július 16-án a Komintern Végrehajtó Bizottsága eldöntötte, hogy egy külföldön megjelenő lapot alapít Inprekorr néven. Egy publikált levelezés alapján Berlinben eldöntötték, hogy az újságnak több nyelven például németül, angolul és franciául kellene megjelennie. A lapnak a világ aktuális politikai és világgazdasági kérdéseit kellene megvitatni illetve a kommunizmus fejlődést és a szociáldemokraták ellen folytatott harc alapvető taktikai kérdéseit valamint más vitás dolgok kérdését. Minden partnert arra köteleztek, hogy jelöljenek ki egy tudósítót. 
Augusztus 13-án a részletekben is megegyeztek: a Gén című lap és Thalheimer által javasolt útmutatásokat fogadták el. Vagyis, hogy a lap két-három hetente fog megjelenni. Háromszor német nyelven kétszer pedig franciául és angolul.

## Szerkesztők
- a német szerkesztők: Alpári Gyula (főszerkesztő), Komját Aladár és August Thalheimer
- az angol szerkesztő: Philipp Price
- a francia szerkesztők: Menil és Charles Rappoport

## Öröksége
Inprekorr (Internationale Pressekorrespondenz) néven 1992 óta megjelenik egy újság, mely a Negyedik Internacionálé német nyelvű orgánumaként a korábbi folyóirat örökösének tartja magát.